# Darfield (Neuseeland)
Darfield ist ein Ort im Selwyn District der Region Canterbury auf der Südinsel von Neuseeland.

## Geographie
Der Ort liegt rund 40 km westlich von Christchurch direkt am New Zealand State Highway 73, der auch The great Alpine Highway genannt wird. Durch den Ort, parallel zum State Highway 73, führt die Midland Line auf der der TranzAlpine zwischen Christchurch und der West Coast verkehrt.
Zum Zensus im Jahr 2013 zählte der Ort 1935 Einwohner.

## Der Ort
Darfield ist der bedeutendste Ort zwischen Christchurch und der West Coast. Er wird oft „The township under the Nor'west arch“ genannt, der Name leitet sich von einem Wolkenbogen ab, der sich westlich des Ortes am sonst klaren Himmel bildet. Er entsteht durch Kondensation von Wasserdampf, der in den Südalpen nach oben getragen wird.

## Wirtschaft
Darfield liegt in einem für Ackerbau und Viehzucht genutzten Gebiet. Es ist Ausgangspunkt für Ausflüge an den Waimakariri River und Rakaia River sowie in die Südalpen und ein beliebter Startplatz für Heißluftballons.

## Verkehr
Darfield liegt an der Midland Line, der Bahnstrecke, die die Neuseeländischen Alpen quert und von Rolleston nach Greymouth führt. Hier hält der einzige Personenzug, der auf der Strecke verkehrt, der TranzAlpine.

## Darfield Erdbeben
Am 4. September 2010 wurde die Region Canterbury von einem schweren Erdbeben heimgesucht. Das Epizentrum lag im Bereich des Ortes Darfield, doch die größten Schäden verursachte das Beben in der 40 km östlich gelegenen Stadt Christchurch.

## Persönlichkeiten
- John Wright, wurde am 5. Juli 1954 in Darfield geboren und war Cricketspieler und früherer Trainer der indischen Nationalmannschaft.
- Mary Clinton, wurde am 8. Mai 1960 in Darfield geboren und ist Hockey-Spielerin.